# Estación de Capolago-Riva San Vitale
La estación de Capolago-Riva San Vitale es una estación ferroviaria de la localidad suiza de Capolago, perteneciente a la comuna suiza de Mendrisio, en el Cantón del Tesino.

## Historia y situación
La estación de Capolago-Riva San Vitale  fue inaugurada en el año 1874 con la puesta en servicio del tramo Lugano - Chiasso de la línea Immensee - Chiasso, más conocida como la línea del Gotardo, que se inauguraría al completo en 1882. En 1890 se puso en servicio la línea ferroviaria de cremallera que unía a Capolago con el monte Generoso, por parte de Ferrovia Monte Generoso (MG). Este ferrocarril utiliza un ancho de vía de 800 mm. La línea parte de la estación de Capolago Lago, hoy en día con escaso uso, y llega hasta la cima del Monte Generoso.
Se encuentra ubicada en el sureste del núcleo urbano de Capolago, aunque también da servicio a la comuna de Riva San Vitale, cuya localidad homónima se encuentra a poca distancia de la estación. Cuenta con dos andenes, uno central y otro lateral a los que acceden tres vías pasantes. En la zona del MG, cuenta con una única vía pasante, situándose al norte de la estación unos talleres para el material de la línea.
En términos ferroviarios, la estación se sitúa en la línea Immensee - Chiasso. Sus dependencias ferroviarias colaterales son la estación de Maroggia-Melano hacia Immensee y la estación de Mendrisio en dirección Chiasso. En la línea al Monte Generoso, cuenta como estaciones colaterales la de Capolago Lago, inicio de la línea, y la de San Nicolao en dirección al Monte Generoso.

## Servicios Ferroviarios
Los servicios ferroviarios de esta estación están prestados por SBB-CFF-FFS y por TiLo:

### Regional
- R (Capolago Lago -) Capolago-Riva San Vitale - Monte Generoso

### TiLo
TiLo opera servicios ferroviarios de cercanías, llegando a la estación una línea de cercanías que permiten buenas comunicaciones con las principales ciudades del Cantón del Tesino así como la zona norte de Lombardía. Estos trenes tienen como origen Biasca o Castione-Arbedo, y finalizando su recorrido en Chiasso o Albate-Camerlata, aunque algunos tienen como origen o destino Airolo y Milán respectivamente.
- S 10 (Airolo - Faido -) Biasca - Castione-Arbedo - Bellinzona - Lugano - Mendrisio - Chiasso - Como San Giovanni - Albate-Camerlata